# 诏狱
詔獄，又稱天牢，是中國古代的皇家監獄，罪犯多屬九卿、郡守等一級高官，需皇帝親自下詔書定罪的案件。
西汉后宫中设有掖庭，其中掖庭狱，或称掖庭秘狱，囚禁有罪的妃嫔、宗室。西漢末刘恭自以为罪恶深重，故“自系诏狱”，汉灵帝时派遣侍御史“行诏狱亭部，理冤枉，原轻系，休囚徒”，宋人张方平说“汉有乱政而立黄门北寺之狱”，武则天时，重用周兴、来俊臣等人，“诏狱”屡兴，成為恐怖世界，人心惶惶。王明清《揮麈錄馀話》中稱岳飛獄案為“詔獄全案”。漢代有北軍獄，唐代有北軍獄又稱內侍獄，知名的仇士良即管理北軍獄兼領神策軍，洛陽寺亦是知名詔獄。
明代大理寺並沒有自己的監獄，都察院臺獄司獄司，只是九品小官，管不了在朝廷上仍有同僚的朝臣，大部分下詔逮捕又經言官給事中僉簽的案件本就不歸刑部掌管，而锦衣卫擁有自己的監獄，稱詔獄，或是「錦衣獄」， 民間稱「人間地獄」，可直接拷掠，刑部、大理寺、都察院这些司法机关無權過問，獄中“水火不入，疫癘之氣充斥囹圄”，诏狱的刑法极其残酷，刑具有拶指、上夹棍、剥皮、舌、断脊、堕指、刺心、琵琶等十八种，史称：“刑法有创之自明，不衷古制者，廷杖、东西厂、锦衣卫、镇抚司狱是已。是数者，杀人至惨，而不丽于法。”，嘉靖时刑科都给事中刘济有谓：“国家置三法司，专理刑狱，或主质成，或主平反。权臣不得以恩怨为出入，天子不得以喜怒为重轻。自锦衣镇抚之官专理诏狱，而法司几成虚设。”万曆年间，临江知府錢若賡被明神宗投入詔獄达三十七年之久，终不得释。其子钱敬忠向明神宗上疏：“臣父三十七年之中……气血尽衰……脓血淋漓，四肢臃肿，疮毒满身，更患脚瘤，步立俱废。耳既无闻，目既无见，手不能运，足不能行，喉中尚稍有气，谓之未死，实与死一间耳”，神宗終於將他釋放。瞿式耜曾道：“往者魏、崔之世，凡属凶网，即烦缇骑，一属缇骑，即下镇抚，魂飞汤火，惨毒难言，苟得一送法司，便不啻天堂之乐矣。”沈家本《历代刑法考》言：“恂一代秕政，为古今所无者。”